# Жабіково-Приватне
Жабіково-Приватне (пол. Żabikowo Prywatne) — село в Польщі, у гміні Шумово Замбровського повіту Підляського воєводства.
Населення — 83 особи (2011).
У 1975-1998 роках село належало до Ломжинського воєводства.

## Демографія
Демографічна структура станом на 31 березня 2011 року:
|          | Загалом | Допрацездатний вік | Працездатний вік | Постпрацездатний вік |
| -------- | ------- | ------------------ | ---------------- | -------------------- |
| Чоловіки | 47      | 10                 | 32               | 5                    |
| Жінки    | 36      | 6                  | 17               | 13                   |
| Разом    | 83      | 16                 | 49               | 18                   |